# قطعنامه ۱۷۱۶ شورای امنیت
قطعنامه ۱۷۱۶ شورای امنیت سازمان ملل متحد که در تاریخ ۱۳ اکتبر ۲۰۰۶ تصویب شد، سندی بین‌المللی دربارهٔ بررسی وضعیت در گرجستان است. این قطعنامه طی نشست ۵۵۴۹ام با ۱۵ رای موافق، ۰ مخالف و ۰ ممتنع تصویب شد.